# Mubarak Al Sabah
Mubārak Āl Ṣabāḥ il Grande (in arabo مبارك آل صباح‎?; Al Kuwait, 1837 – 28 novembre 1915) è stato un emiro kuwaitiano, in carica dal 18 maggio 1896 al 28 novembre 1915.
Mubārak ascese al trono dopo la morte controversa del fratellastro, Muhammad Al-Sabah. Mubārak fu il settimo regnante della dinastia degli Al Sabah e fu anche padre dei suoi due successori, Jāber e Sālim, dalle quali si originarono due rispettivi rami famigliari.
Lo sceicco Mubārak è rilevante soprattutto per aver firmato il Trattato anglo-kuwaitiano con il Regno Unito il 23 novembre 1899 che stabiliva di non poter ricevere agenti commerciali esterni, cedere o vendere territori senza l'assenso del governo britannico, garantendosi però la piena indipendenza e sovranità sul moderno Kuwait.

## Biografia

### I primi anni
Mubārak nacque nella potente famiglia degli Āl Ṣabāḥ nel 1837, figlio dello sceicco Sabah II Al Sabah (regnante dal 1859 al 1866). Cresciuto, Mubārak prestò servizio innanzitutto come capo militare in molte campagne al seguito dell'esercito ottomano di cui le più rilevanti si tennero nel 1871, 1892 e 1894 nelle regioni di al-Hasa, Qatar e Iraq meridionale. Per il suo lungo servizio, Mubārak ricevette il titolo di istabl-i amire payesi, ovvero Grande Scudiero di Sua Maestà Imperiale nell'agosto del 1879. Anche se Mubārak ascese allo sceiccato nel 1896, egli già dal 1863 intratteneva rapporti con i britannici, da quando aveva incontrato sir Lewis Pelly, residente politico in Persia, che egli assoldò per missioni diplomatiche nell'area e che nel 1883 venne inviato anche nel Bahrein.

### Morte di Muḥammad e Jarrāḥ Āl Ṣabāḥ
L'8 maggio 1896 il fratellastro di Mubārak, Muḥammad, morì permettendogli l'assunzione del trono del Kuwait. Alcuni scrittori credono che la morte ad hoc del fratello sia stata in realtà un assassinio di Mubārak anche se i dettagli circa le indagini poi svolte sono molto imprecise, labili ed evanescenti. Circa la possibilità dell'assassinio, gli storici hanno evidenziato due possibili motivazioni a sostegno di questa tesi: il risentimento di Mubārak verso il fratello che costantemente lo impegnavano in spedizioni militari all'estero tenendolo lontano dalla politica interna, mentre un'altra teoria sembrerebbe indicare che Mubārak non avesse fondi sufficienti per proseguire le sue imprese militari e il fratello fosse sordo alle sue richieste. Una terza teoria che sembra aver trovato maggiori accoglimenti tra gli studiosi segnalerebbe nell'assassinio dei due fratellastri, la volontà di Mubārak di eliminare un leader considerato indolente e statico. Ad ogni modo ciò che è certo è che Mubarak era ambizioso e avido di potere per sé e per la propria famiglia.
Ad ogni modo lo storico e scrittore B.J. Slot, ha realizzato una teoria secondo la quale egli non sarebbe stato l'assassino di suo fratello. Slot nota che durante i viaggi militari intrapresi da Mubārak molta gente gli chiedeva di assassinare suo fratello, ma egli sapeva bene che se l'avesse fatto la vendetta su di lui non sarebbe tardata ad arrivare e si sarebbe finiti in una guerra civile. Ad ogni modo le voci correvano nel 1896 ed anche dopo la sua ascesa al trono tale vicenda rappresentò un serio ostacolo alla legittimità di Mubārak come regnante.

### Lotte per la legittimità
Poco dopo la sua presa di potere, Mubārak si prodigò subito nell'inviare doni al sultano dell'Impero ottomano al fine di ottenere il supporto necessario nel farsi riconoscere come caimacam (vice governatore) del Kuwait come i suoi predecessori. Testimonianza di questi sforzi ci viene riportata dal capitano J.F. Whyte nel suo memoriale mentre si trovava come agente britannico a Baṣra: "Lo sceicco Mubarak, dalla sua usurpazione, ha impiegato le ricchezze del suo ultimo fratellastro per assicurarsi il suo riconoscimento come sceicco e per essere nominato Kaimakam del Kuwait dalla Sublime Porta.” Mubārak era costantemente intenzionato a dimostrare la propria lealtà a Istanbul, ma comunque il consiglio di reggenza dell'Impero ottomano non mancò di sollevare alcune obiezioni per via dell'apparente fratricidio operato dallo sceicco. Alcuni ufficiali ottomani ritenevano che la soluzione del problema fosse rappresentata dallo svolgimento di un'operazione militare in Kuwait, ipotesi supportata da Hamdi Pascià, il Wali di Baṣra.
Ad ogni modo nel dicembre del 1897 a Mubārak venne assegnato il titolo di kaymakam soprattutto dopo una cospirazione interna al paese nata dal rivale di Mubārak, Yusuf al-Ibrahim. Questa lotta interna aveva destabilizzato pericolosamente la politica della regione e per questa situazione di emergenza il governo ottomano si era alla fine deciso a nominare Mubārak kaymakam, in quanto egli avrebbe potuto essere una minaccia all'opposizione, forte di una potenza d'esercito notevole. Un'altra ragione per cui Mubārak venne riconosciuto era che un intervento militare ottomano nell'area avrebbe distrutto i legami commerciali che il popolo turco intratteneva con l'area del Kuwait. Infine, gli Ottomani temevano per l'avvicinarsi all'area delle grandi potenze, tra cui Regno Unito e Russia erano le più interessate per la costruzione della Ferrovia Berlino-Baghdad. Essi inoltre credevano che la concessione di tale titolo ad un locale avrebbe fatto desistere le altre potenze dall'approfittare di una qualche debolezza del Kuwait.

### Relazioni con il Regno Unito
La lunga indecisione ottomana nel nominare Mubārak kaymakam, così come il sentimento di vulnerabilità del paese sentito dallo sceicco stesso, portò Mubārak a legarsi sempre più al Regno Unito. Il 18 gennaio 1899 Mubārak siglò un accordo segreto col maggiore M.J. Meade, residente politico a Bushire, per salvaguardare il Kuwait da attacchi esterni. Il militare inglese, nei termini dell'accordo, richiese però a Mubārak ed ai suoi successori di non ricevere altri agenti stranieri o rappresentanti né di cedere o vendere alcun territorio senza il consenso britannico, stabilendo ufficialmente il primo protettorato inglese nel Kuwait e di conseguenza nel Golfo. Le relazioni si intensificarono poi con la costruzione di una ferrovia da Porto Said. Ad ogni modo né Mubārak né i britannici erano interessati a fare del Kuwait un protettorato. Come scriveva sir Arthur Godley, sottosegretario permanente in India, in una sua lettera a lord Curzon "... noi non vogliamo il Kuwait, ma non possiamo permettere che qualcun altro lo abbia." Il protettorato britannico venne visto da Mubārak come una possibilità di assicurarsi una stabilità di governo da interferenze esterne provenienti da ottomani, tribù locali e russi.

### La campagna del 1901
Mubārak, confortato dalla protezione britannica, iniziò a prendere delle proprie iniziative di politica interna e programmò un'invasione del Najd (Arabia centrale) con un esercito composto da popolazione del Kuwait, lealisti sauditi e beduini. L'obiettivo della spedizione era reclamare la porzione a sud dei domini della dinastia Al Rashid nel segno di voler reificare il sogno di Mubārak di divenire il principale capo arabo della regione. La campagna militare ebbe dei successi moderati sino alla Battaglia di Sarif del 17 marzo 1901 quando gran parte delle forze di Mubārak vennero distrutte e trovarono la morte i suoi fratelli e due suoi nipoti. Questo fatto non solo ebbe riscontri negativi per la valutazione delle forze di Mubārak, ma mise in crisi anche il suo controllo nel Kuwait.
Questa nuova instabilità politica creatasi dalla sconfitta subita a Sarif, fece sì che il 28 maggio 1901 Mubārak richiedesse ufficialmente il protettorato britannico del Kuwait, ma il Regno Unito rifiutò l'offerta a causa delle troppe tensioni internazionali che si stavano incentrando sull'area del Kuwait. Gli ottomani, ad ogni modo, intenzionati ad arrestare le mire indipendentiste di Mubārak programmarono contro di lui una spedizione militare per ottenere il diretto controllo dell'area. Gli Ottomani lentamente però realizzarono la crescente influenza britannica nell'area anche a causa della scoperta del trattato segreto stilato tra le due controparti nel 1899. Gli ottomani ad ogni modo tentarono continuamente di riaffermare il loro controllo sull'area muovendo anche pressioni contro Mubārak stesso affinché rinnovasse la sua lealtà all'impero turco. L'ombra britannica ad ogni modo era già fortemente radicata e questo portò anche nel Regno Unito alla creazione di non poche problematiche circa la creazione del Kuwait come stato indipendente.

### L'accordo finale
Dopo lo scontro della Perseus con la Zuhaf, dove una nave britannica si scontrò con una ottomana proprio nei pressi delle aree costiere del Kuwait, Regno Unito, Impero ottomano e lo sceicco Mubārak siglarono un accordo conosciuto col nome di "Status Quo Agreement" nel settembre del 1901. Secondo i termini di questo accordo, né gli ottomani né i britannici avrebbero potuto porre loro truppe nel Kuwait e che gli Ottomani continuassero ad avere la giurisdizione amministrativa dell'area. L'accordo risolveva la crisi, ma difatti il controllo ottomano era solo nominale in quanto Mubārak continuava ad avere una posizione di rilievo con le sue armate.

### Mubārak dopo il 1902 e la crescita del potere
Mubārak portò dunque avanti notevoli attività per aiutare il Kuwait nello stabilizzarsi e nel divenire sempre più indipendente dalla sovranità ottomana. Mubārak permise tutti i diritti esclusivamente agli inglesi per poter stabilire un sistema postale nel Kuwait nel 1904 e nel 1905-06 si considerava che il Kuwait fosse ormai tempo che potesse innalzare il proprio stendardo anziché la bandiera ottomana. Ad ogni modo, né il sistema postale ne la bandiera locale apparvero sino alla prima guerra mondiale. Mubārak, del resto, nell'ottobre del 1907 vendette i diritti per la costruzione di una ferrovia agli inglesi, compromettendo l'accordo germano-ottomano di estendere la ferrovia Berlino-Baghdad che avrebbe consentito l'unione col subcontinente indiano. In cambio Mubārak ricevette 4.000 sterline annue dal governo britannico e la promessa che il Regno Unito avrebbero riconosciuto l'autonomia del Kuwait e il ruolo dello sceicco quale suo sovrano.
Mubārak si impegnò anche nelle aree circostanti il suo Stato, che causarono però costernazione sia da parte degli Ottomani che da parte dei britannici. Mubārak sostenne e spronò all'uso delle artiglierie i britannici contro i locali capi arabi. Nel 1904-1906, mentre l'esercito ottomano occupava l'importante sub-regione di al-Qasim nel Najd centrale, Mubārak supportò gli avversari dei turchi capeggiati da Ibn Saʿūd dandogli apporto morale e materiale. Nel 1905 Mubārak fu inoltre mediatore tra sauditi e ottomani, mentre simultaneamente intratteneva rapporti segreti coi sauditi in vista di futuri negoziati. Segno di questo cambiamento avvenne nel 1911 quando Mubārak venne indicato in un dispaccio ottomano non più come "Kaymakam del Kuwait" ma come "Governante del Kuwait e Capo delle sue tribù". Questo cambiamento dei costumi, spinse sia gli inglesi che gli ottomani a riprendere l'interesse per l'area del Kuwait, e nello specifico questo portò alla Convenzione anglo-ottomana del 1913, secondo la quale il Kuwait veniva riconosciuto come un kaza autonomo dell'Impero ottomano.
Già dalla prima guerra mondiale, Mubārak aveva incominciato a schierarsi apertamente con gli inglesi vedendo in crisi sempre più il potere ottomano. In supporto alla politica britannica nel conflitto, Mubārak inviò delle forze a Umm Qasr, Safwan, Bubiyan e Basra per espellere gli ottomani nel novembre del 1914. In cambio il governo britannico riconobbe il Kuwait come un "governo indipendente sotto la protezione britannica”. Non vi è alcun registro che riconosca l'entità del supporto di Mubarak, anche se le posizioni degli ottomani dovettero essere arretrate alcune settimane dopo lo scontro. Mubārak presto rimosse il simbolo ottomano dal vessillo del Kuwait e lo rimpiazzò con una bandiera riportante la scritta "Kuwait" in arabo. La collaborazione di Mubārak nel progetto inglese di impedire il prolungamento della ferrovia verso Baghdad fece sì che i britannici salvaguardassero il Golfo Persico dall'arrivo di ulteriori forze belliche ottomane.

### La morte
Durante gli ultimi anni di vita Mubārak lottò in continuazione contro diverse malattie per poi morire il 28 novembre 1915 per un attacco di malaria che aggravò il suo già malsano cuore.

## Matrimoni e figli
Mubarak ebbe diverse moglie e altrettanti figli. Come prima moglie egli sposò Shaykha bint Duayj Al Sabah, seconda figlia di Duayj bin Jabir Al Sabah e della sua prima moglie, Asma bint Salman Al Sabah. Come seconda moglie prese poi Wasmiya, figlia di Falah bin Rakan al-Hithlain, del clan degli Ajman, mentre come terza moglie vi fu Hussa, sorella di Wasmiya e figlia di Falah bin Rakan al-Hithlain, del clan degli Ajman clan. Quarta moglie fu Al-Jazi, figlia di Fahd bin Asqa al-Shugayr al-Duwish, della tribù dei Mutayr e come quinta moglie una figlia del sultano al-Humaydi al-Duwish, della tribù dei Mutayr. Sesta moglie fu Fatima, una circassa, mentre la settima moglie ebbe per nome Ghanima, l'ottava Amina Umm Saʿūd, schiava circassa, e la nona fu Shafiqa.
Da questi matrimoni Mubarak ebbe 16 figli:
- Jabir II bin Mubarak Al Sabah, sceicco del Kuwait e suo successore (da Shaykha).
- Salim I bin Mubārak Al Sabah, sceicco del Kuwait e suo successore (da Shaykha).
- Sabah bin Mubārak Al Sabah (da Shaykha). Magistrato, morì di consunzione il 20 giugno 1906.
- Nasir Pascià bin Mubārak Al Sabah (1883-1917, da Wasmiya), fu grande benefattore dell'istruzione pubblica e medica nel Kuwait. Fondò una pregevole biblioteca.
- Fahd bin Mubārak Al Sabah. (n. circa 1888 - 1906, da Wasmiya).
- Hamad bin Mubārak Al Sabah. (1894 - 1938, da Hussa).
- Sa'ud bin Mubārak Al Sabah (da Amina). Morì a 2 anni di età.
- Abd Allah bin Mubārak Al Sabah, (1907 - 1961, da Shafiqa), governatore di Kuwait City 1942-1961, presidente del dipartimento di sicurezza pubblica 1942-1959, presidente del dipartimento di polizia e sicurezza pubblica 1959-1961, membro del supremo consiglio 1955-1961.
- Sharifa Bibi bint Mubārak Al Sabah (da Amina). sposò come prima moglie Sa'ud Bey bin Muhammad Al Sabah (1876 - 1933), terzo figlio di Muhammad Pascià bin Sabah Al Sabah, sceicco del Kuwait.
- Hussa bint Mubārak Al Sabah (da al-Jazi). Sposò come seconda moglie Salman bin Hamud Al Sabah (n. 1881), sposò poi Salim bin Hamud Al Sabah (1886 - 1945).
- Mudhi bint Mubārak Al Sabah (da Hussa). Morì nubile nel gennaio del 1958.
- Habiba bint Mubārak Al Sabah (da Ghanima). Morì nubile nel 1922 circa.
- 'A'isha bint Mubārak Al Sabah, sposò lo sceicco Ibrahim bin Jabir Al Sabah (1894-?).
- Maryam bint Mubārak Al Sabah (da Fatima), sposò come seconda moglie lo sceicco Sa'ud Bey bin Muhammad Al Sabah (1876 - 23 gennaio 1933).
- Mawza bint Mubārak Al Sabah (da Ghanima) sposò nel maggio del 1908 lo sceicco Sabah Bey bin Muhammad Al Sabah (1874 - dopo il 1921), morì in un incendio nel 1932.
- Bibi bint Mubārak Al Sabah.